# جين أمان
جين أمان (بالإنجليزية: Gene Ammann)‏ هو لاعب كرة قاعدة أمريكي، ولد في 30 يناير 1949 في نيويورك في الولايات المتحدة.

## وصلات خارجية
- جين أمان على موقع الدوري الياباني لكرة القاعدة (الإنجليزية)
- جين أمان على موقعبيزبول رفرنس.كوم (الدوري الثانوي) (الإنجليزية)